# Coureauleur

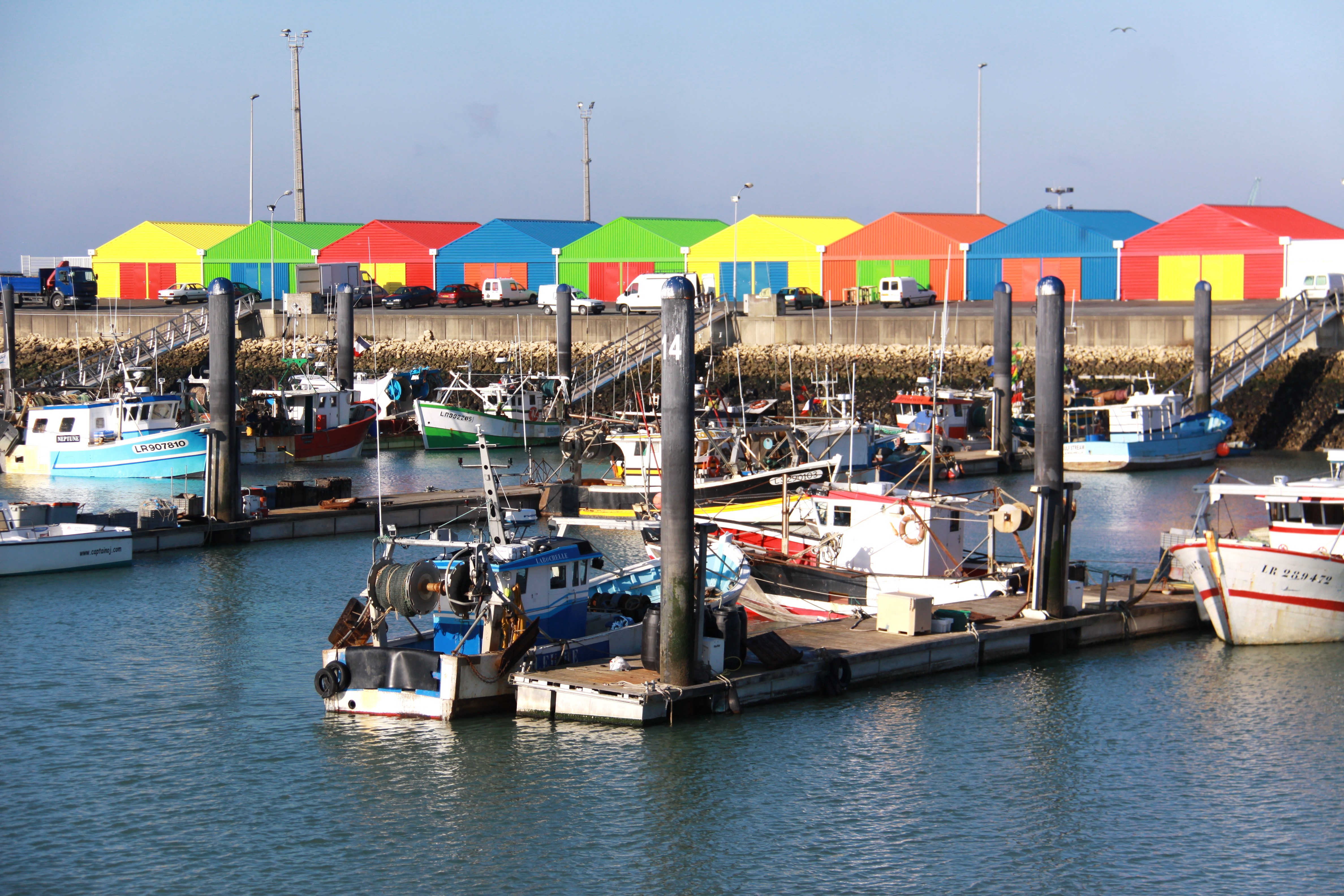
Bassin des Coureauleurs à La Rochelle.

Le coureauleur est un type de bateau de pêche dont le nom spécifique provient de coureau qui est un passage maritime de faible profondeur séparant une île proche du continent. Ceux qui semblent être le générique de ce type de bateau sont le coureau de l'Île d'Oléron et le coureau de l'île de Ré. Il ne faut pas le confondre avec le coureau qui est une petite gabare originaire de Gironde et de Dordogne.
Des petits cotres et sloops à voile, de construction traditionnelle en bois servirent pour pêcher dans ces canaux. C'étaient essentiellement des caseyeurs et des fileyeurs, bateaux ne dépassant généralement pas les 10 m de long et ayant un tirant d'eau très faible.
Maintenant, il désigne aussi le bateau des ostréiculteurs de la région des pertuis, au large des estuaires de la Seudre, de la Sèvre niortaise ou de la Charente. Il est spécialement étudié pour évoluer et échouer facilement sur des fonds vaseux et peu profonds.
Caractérisé notamment par un tirant d'eau réduit et un fond plat, par une largeur lui assurant une bonne stabilité à la manœuvre et au chargement des huîtres, sa taille varie entre 7 et 10 mètres.